# OPERATION G.H.O.S.T.
OPERATION G.H.O.S.T.（オペレーションゴースト）とは、2012年にセガからリリースされたアーケード用ガンシューティングゲームである。

## 概要
GHOST SQUAD（ゴースト・スカッド）の外伝的続編。2012年4月18日に稼働開始。
プレイヤーは対テロ特殊部隊「G.H.O.S.T.」の一員「α-01」となり、ウィルス兵器の製造、流通を目論むテロリスト集団の壊滅を目指す。
前作のGHOST SQUADが好評を博したこともあって期待されていたが、いざ稼働し始めると、その鬼畜難易度に悲鳴を上げるプレイヤーが続出した。
例えるなら、「隠れることができないレイジングストーム」。
ノーダメージで進むとランクがもりもり上がり、ほとんどの敵が出現から1秒未満で攻撃するようになる。
さらに手榴弾などの投擲物が耐久力を持つようになり、強制ダメージとなってしまう場面もある。
場面の一つ一つが初見殺しの連続で、本気で攻略しようと考えるなら、敵の出現パターンを完全に把握したうえでの精密かつ素早い気合い撃ちが求められる。

## システム
ICカードを使った戦績保存システムは廃止され、新たな武器やコスチュームを獲得する要素がなくなった。
戦術格闘や爆弾解除などの特殊操作イベントもなくなり、純粋なガンシューティングとしての色合いが強くなっている。
- RTO(Real Tactical Order)システムフォアグリップ部分のボタンを押すことで、画面に表示された行動(退避する、手榴弾を投げるなど)を味方に指示できる。味方の援護によってダメージを回避したり、敵を一網打尽にできるなど、「主人公無双」ではなく「役に立つ仲間」との連携プレーを感じることができる。
- 他チームとの連携アルファチームだけでの進攻が困難な場面では、操作キャラがブラボー、チャーリーチームに移る。各チームの作戦がリアルタイムで連携してゲームが進んでいく。
- ガンコンガンコンは前作同様マシンガンタイプで、銃口を画面外に向けるか残弾がゼロになるとリロードを行う。スコープ部分にはスピーカーが設置され、銃声や無線通信を耳元で聞かせることで臨場感を持たせている。
- 敵出現した敵は頭上にタイマーが表示され、カウントがゼロになると命中弾を撃ってくる。ランクによってカウントの数字が変わる敵と、常に一定のカウントを持つ敵の2種類がいる。一般兵と赤兵は死なない程度に攻撃を与えることで、カウントを若干巻き戻すことが可能。 また、ガンシューとしてはHOD2以来であろう、最終ステージでのボスラッシュが存在する。
- ミッション達成度各ステージのリザルト画面では、プレイ中にどれだけ活躍したかを示す「ミッション達成度」が表示される。 達成度は各項目の条件を満たすことで上昇し、それに合った得点ボーナスを手に入れることができる。ミッション達成率が100%になると、得点ボーナスがさらに2倍に増える。 さらに、全ステージでの平均達成度が80%以上になると、与えられる称号の色が変化する。

## 用語解説
- Critical：ヘッドショットのこと。敵を一撃で倒すことができる。連続で決めるとコンボが発生する。
- Down：Clitical以外で敵を倒すこと。
- Quickshot：敵が出現した瞬間に攻撃を当てること。
- extra：追い撃ちのこと。Downで敵を倒した後2発まで撃ちこめる。
- 2B1H Critical：ボディに2発、頭に1発当てて倒すこと。3バースト以外では判定が出ない。途中で外すと無効。
- BULLET-RIDDEN：ボディに3発以上、頭に1発当てて倒すこと。フルオート以外では判定が出ない。
- Rapidity：敵が出現してから倒すまでの平均時間。
- Accuracy：命中率のこと。

## 武器
サブマシンガン
G.H.O.S.T.隊員の標準装備。3種類の射撃モードを使い分けることができる。 3点バーストとセミオートは装弾数が24発、フルオートは手に入れた弾の数だけリロードなしで撃ち続けることが可能。
重機関銃
ボス戦で使用する。装弾数はマシンガンと同じ24発だが、こちらは射撃モードがフルオートのみとなっている。また、マシンガンよりもリロード時間が若干長い。
スナイパーライフル
MISSION1,2の狙撃イベントで使用する。1発ごとにリロードが必要で、連射はできない。
ミニガン
MISSION1,3の掃討イベントで使用する。「無痛ガン」の異名を持つが一瞬で楽になれるわけではないらしく、敵が結構痛がるそぶりを見せる。
対空砲
MISSION4のメイン武器。威力の高い弾を無限に撃ち続けることが可能。オーバーヒートも起こらない。
スティンガーミサイル
MISSION4,FINAL MISSIONのヘリ撃墜イベントで使用する。ロックオンした敵めがけて飛んでいく。

## アイテム
フルオートの弾
MISSION4以外の各ステージ中にあるアタッシュケースに3or6発撃ちこむことで手に入る。5発入りと10発入りの2種類がある。 また、敵をクリティカルで倒しても手に入れることができる(3点バースト：1発、セミオート：2発、フルオート：0発)
回復アイテム
MISSION4以外の各ステージに1個ずつ配置されている。これの入ったアタッシュケースは、12発撃ちこまないと開かない。
ボディアーマー
コンティニュー時に支給される防弾ベスト。敵の攻撃を一度だけ防いでくれる。

## 敵
一般兵
マシンガンを装備した兵士。体力は低いがザコと侮るなかれ。ランク上昇に伴いタイマーがどんどん短くなり、出現と同時に攻撃を行う個体も存在する。
ナイフ兵
ナイフを装備した一般兵。初見殺し。 クリティカル判定がない代わりに、身体のどこを撃ってもCritical Comboが途切れない。
赤兵
一般兵よりも若干体力が高い。ランクに関係なく一定のタイマーを持つ。 司令塔のような存在らしく、倒すと周辺にいる敵が一瞬硬直する。
ランチャー兵
ロケットランチャーを装備した兵。体力が高く、ボディへの攻撃では攻撃動作を中断させられない。 当然タイマーカウントも遅らせることができないので、素早く頭を撃ち抜く必要がある。
バイク兵
バイクに乗りながらハンドガンで攻撃してくる。体力は一般兵と変わらない。
バギー、装甲車
耐久力が非常に高く、2～3秒は撃ちこみ続ける必要がある。一応タイヤにクリティカル判定があるが、狙って出すのはかなり厳しい。
攻撃ヘリ
時間がたつとミサイルを撃ってくる。とはいえ攻撃までの時間は非常に長く、動きものろいので脅威にはならない。
無人機
ラスボスの周囲を浮遊する無人砲台。機銃掃射や体当たり、グレネードで攻撃してくる。
MISSION1ボス
防弾コートを纏い、重装備の特殊部隊を相手にククリナイフと投げナイフのみで戦いを挑む漢の中の漢。 スモークに隠れてナイフを投げつけ、スモークが晴れるとククリナイフで接近戦に持ち込んでくる。 FINAL MISSIONでの再戦時には投げナイフの回数とスピードが強化されている。特にスピードの強化は尋常ではなく、ナイフを見てから撃ち落とすのが困難になるほど。
MISSION2ボス
パワードスーツに身を包み、右手にガトリング銃、左手に大型の盾、頭はモヒカンといういかにも世紀末を生きていそうな男。 攻撃開始時に必ず手榴弾を投げてくる。 この手榴弾が本ゲーム屈指の曲者で、最高ランク状態では耐久力を持ってしまい、着弾前にすべて撃ち落とすのは実質的に不可能。 つまり強制ダメージとなってしまう。 盾を破壊されるとガトリング銃を捨て、ロケットランチャーとタックルで攻撃するようになる。 なおFINAL MISSIONでは、頭がハゲスキンヘッドの別個体がいる(こちらはロケランとタックルのみ)。
MISSION3ボス
ラッシュ大尉に似た風貌のドレッドヘアーの男。装甲車に乗り、グレネードマシンガンを乱射しながら突っ込んでくる。 最高ランク状態での突進攻撃は、1マガジン24発を1発も外さずに撃ちこまなければキャンセルできない。
MISSION4ボス
ロックオン不可、コックピット以外への攻撃はほとんど無効というチートヘリ。 体力が半分以下になると対地ミサイルの発射体制に入る。このミサイルは軌道が完全ランダム。高ランク状態で撃ち落とすのはかなり難しい。
FINAL MISSIONボス
片メガネに白スーツ、髪はオールバックという胡散臭い風貌の男。今作のラスボス。ステッキに仕込んだ銃で攻撃してくる。 一度倒すと、今度はガスマスク付きのアーマーを着込み、無数の無人機を従えて猛攻を仕掛けてくる。その他にも、2挺マシンガン、重機関銃、2挺ロケラン、日本刀と、攻撃手段色々。 ラストのヘリ撃墜イベントは本ゲーム中最高レベルの難易度を誇る。

## ミッション項目

### MISSION1
| 項目                      | 条件                                                                                   |
| ------------------------- | -------------------------------------------------------------------------------------- |
| 制圧(25%)                 | ステージクリア                                                                         |
| テロリスト排除(25%)       | ボスを倒す                                                                             |
| ブラボー：狙撃成功(10%)   | 制限時間内に、人質をとらえているテロリストを1発で仕留める                              |
| チャーリー：スイープ(10%) | 制限時間内に、ミニガンでテロリストを12人以上倒す                                       |
| 全員生還(5%)              | αチームが誰も撃たれなかった                                                            |
| とっさの判断(5%)          | 2両目のテロリスト6人を、座席の裏に隠れる前に全員倒す(「オールクリア！」と言ったら成功) |
| 2B1H CRITICAL(5%)         | 2B1Hを発生させる                                                                       |
| BULLET-RIDDEN(5%)         | BULLET-RIDDENを発生させる                                                              |
| クリティカル・ショー(2%)  | テロリストを15人以上Criticalで倒す                                                     |
| 10コンボ(2%)              | Critical Comboが10以上だった                                                           |
| 刹那の達人(2%)            | Rapidityが2.50sec以内だった                                                            |
| 一撃必中(2%)              | Accuracyが80％以上だった                                                               |
| ノーコンティニュー(1%)    | 一度もコンティニューしなかった                                                         |
| ノーダメージ(1%)          | 一度も攻撃を受けなかった                                                               |

### MISSION2
| 項目                      | 条件                                                                                            |
| ------------------------- | ----------------------------------------------------------------------------------------------- |
| 人質救助(25%)             | ステージクリア                                                                                  |
| テロリスト排除(25%)       | ボスを倒す                                                                                      |
| チャーリー：狙撃成功(10%) | 制限時間内に狙撃でテロリストを9人倒す                                                           |
| 単独で陽動(10%)           | エレベータホール内のテロリストを40人以上Criticalで倒す(ルート分岐HARDのみ)                      |
| 暗闇の返り討ち(10%)       | ナイフで強襲するテロリストを斬られる前に倒す                                                    |
| クレイモアで一掃(5%)      | テロリストを4人一気に倒せるタイミングで、クレイモアを起爆する(「オールクリア！」と言ったら成功) |
| 2B1H CRITICAL(5%)         | 2B1Hを発生させる                                                                                |
| BULLET-RIDDEN(5%)         | BULLET-RIDDENを発生させる                                                                       |
| クリティカル・ショー(2%)  | テロリストを100人以上Criticalで倒す                                                             |
| 10コンボ(2%)              | Critical Comboが10以上だった                                                                    |
| 刹那の達人(2%)            | Rapidityが2.00sec以内だった                                                                     |
| 一撃必中(2%)              | Accuracyが80％以上だった                                                                        |
| ノーコンティニュー(1%)    | 一度もコンティニューしなかった                                                                  |
| ノーダメージ(1%)          | 一度も攻撃を受けなかった                                                                        |

### MISSION3
| 項目                     | 条件                                             |
| ------------------------ | ------------------------------------------------ |
| 制圧(25%)                | ステージクリア                                   |
| テロリスト排除(25%)      | ボスを倒す                                       |
| チャーリー：敵殲滅(10%)  | 制限時間内に、ミニガンでテロリストを12人以上倒す |
| グレネード回避(10%)      | 艦橋の外で、手榴弾を回避する(ルート分岐HARDのみ) |
| 操舵室の戦い(5%)         | 操舵室のテロリスト群を30秒以内に排除する         |
| 装甲車 沈黙(5%)          | ボスを40秒以内に倒す                             |
| 2B1H CRITICAL(5%)        | 2B1Hを発生させる                                 |
| BULLET-RIDDEN(5%)        | BULLET-RIDDENを発生させる                        |
| クリティカル・ショー(2%) | テロリストを70人以上Criticalで倒す               |
| 10コンボ(2%)             | Critical Comboが10以上だった                     |
| 刹那の達人(2%)           | Rapidityが2.00sec以内だった                      |
| 一撃必中(2%)             | Accuracyが80％以上だった                         |
| ノーコンティニュー(1%)   | 一度もコンティニューしなかった                   |
| ノーダメージ(1%)         | 一度も攻撃を受けなかった                         |

### MISSION4
| 項目                     | 条件                                       |
| ------------------------ | ------------------------------------------ |
| 破壊兵器の回収(25%)      | ステージクリア                             |
| 攻撃ヘリ撃墜(25%)        | ボスを倒す                                 |
| ミサイル射撃(15%)        | スティンガーで、20秒以内に全てのヘリを撃墜 |
| 対空戦闘 完勝(15%)       | 60秒以内にボスを倒す                       |
| トレーラー妨害(5%)       | トレーラーに150発以上撃ちこむ              |
| トレーラー破壊(5%)       | トレーラーに250発以上撃ちこむ              |
| クリティカル・ショー(2%) | テロリストを10人以上Criticalで倒す         |
| 10コンボ(2%)             | Critical Comboが10以上だった               |
| 刹那の達人(2%)           | Rapidityが4.00sec以内だった                |
| 一撃必中(2%)             | Accuracyが60％以上だった                   |
| ノーコンティニュー(1%)   | 一度もコンティニューしなかった             |
| ノーダメージ(1%)         | 一度も攻撃を受けなかった                   |

### FINAL MISSION
| 項目                      | 条件                                                     |
| ------------------------- | -------------------------------------------------------- |
| 組織の殲滅(25%)           | ステージクリア                                           |
| 研究所制圧(25%)           | ボスを倒す                                               |
| ブラボー：援護射撃(10%)   | 制限時間内に12人のテロリストを倒す                       |
| チャーリー：ヘリ撃墜(10%) | 制限時間内に、スティンガーでラスボスの乗るヘリを撃墜する |
| ラペリング中の戦闘(5%)    | ラペリング中にテロリストを8人全員倒す                    |
| 最後の決戦(5%)            | 120秒以内にラスボスを倒す                                |
| 2B1H CRITICAL(5%)         | 2B1Hを発生させる                                         |
| BULLET-RIDDEN(5%)         | BULLET-RIDDENを発生させる                                |
| クリティカル・ショー(2%)  | テロリストを80人以上Criticalで倒す                       |
| 10コンボ(2%)              | Critical Comboが10以上だった                             |
| 刹那の達人(2%)            | Rapidityが2.00sec以内だった                              |
| 一撃必中(2%)              | Accuracyが80％以上だった                                 |
| ノーコンティニュー(1%)    | 一度もコンティニューしなかった                           |
| ノーダメージ(1%)          | 一度も攻撃を受けなかった                                 |